# Урош Ковачевић
Урош Ковачевић (Краљево, 6. мај 1993) српски је одбојкаш. Игра на позицији примача.
Са кадетском репрезентацијом је 2011. године освојио светско и европско првенство, а на оба такмичења је проглашен за најкориснијег играча. На Светском јуниорском првенству је дошао до бронзане медаље. Исте године је био део сениорске репрезентације Србије, која је тријумфовала на Европском првенству. Са репрезентацијом је освојио још једну златну медаљу у Паризу на Европском првенству 2019. године победом у финалу против Словеније са 3:1. Проглашен је за најкориснијег играча турнира (МВП).
Урошев старији брат Никола је такође одбојкаш и српски репрезентативац.

## Награде
- Најбољи млади спортиста Србије (2011)
- Најбољи млади спортиста по избору ОКС (2011)
- Најкориснији играч европског првенства (2019)
- Најбољи одбојкаш Европе по избору ЦЕВ-а (2019)
- Мајска награда (2020)